# Pentila lavinia
Pentila lavinia är en fjärilsart som beskrevs av Kirby 1890. Pentila lavinia ingår i släktet Pentila och familjen juvelvingar. Inga underarter finns listade i Catalogue of Life.